# 1325 Inanda
1325 Inanda este un asteroid din centura principală, descoperit pe 14 iulie 1934, de Cyril Jackson.